# Pink Flag
Az 1977-es Pink Flag a Wire első nagylemeze. Bár a kritikusok dicsérték, kereskedelmi sikert nem ért el. Mára minden idők egyik legjobb albumává lépett elő. 2003-ban 410. lett a Rolling Stone magazin Minden idők 500 legjobb albuma listáján. Szerepel továbbá az 1001 lemez, amit hallanod kell, mielőtt meghalsz című könyvben.

## Az album dalai
| 1.  | Reuters                   | Bruce Gilbert, Graham Lewis, Colin Newman, Robert Gotobed (Wire) | 3:03 |
| 2.  | Field Day for the Sundays | Wire                                                             | 0:28 |
| 3.  | Three Girl Rhumba         | Wire                                                             | 1:23 |
| 4.  | Ex Lion Tamer             | Wire                                                             | 2:19 |
| 5.  | Lowdown                   | Wire                                                             | 2:26 |
| 6.  | Start to Move             | Wire                                                             | 1:13 |
| 7.  | Brazil                    | Wire                                                             | 0:41 |
| 8.  | It's So Obvious           | Wire                                                             | 0:53 |
| 9.  | Surgeon's Girl            | Wire                                                             | 1:17 |
| 10. | Pink Flag                 | Wire                                                             | 3:47 |

| 1.  | The Commercial      | Wire          | 0:49 |
| 2.  | Straight Line       | Wire          | 0:44 |
| 3.  | 106 Beats That      | Wire          | 1:12 |
| 4.  | Mr. Suit            | Wire          | 1:25 |
| 5.  | Strange             | Wire          | 3:58 |
| 6.  | Fragile             | Wire          | 1:18 |
| 7.  | Mannequin           | Wire          | 2:37 |
| 8.  | Different to Me     | Annette Green | 0:43 |
| 9.  | Champs              | Wire          | 1:46 |
| 10. | Feeling Called Love | Wire          | 1:22 |
| 11. | 1 2 X U             | Wire          | 1:55 |

## Közreműködők

### Wire
- Bruce Gilbert – gitár
- Robert Gotobed – dob
- Graham Lewis – basszusgitár
- Colin Newman – ének, gitár a Lowdown és Strange dalokon

### További közreműködők
- Kate Lukas – fuvola a Strange-en
- Dave Oberlé – vokál a Mannequin-en
- Mike Thorne – producer

## Fordítás
Ez a szócikk részben vagy egészben a Pink Flag című angol Wikipédia-szócikk ezen változatának fordításán alapul.  Az eredeti cikk szerkesztőit annak laptörténete sorolja fel. Ez a jelzés csupán a megfogalmazás eredetét és a szerzői jogokat jelzi, nem szolgál a cikkben szereplő információk forrásmegjelöléseként.